# Černívsko
Černívsko je malá vesnice, část obce Uzeničky v okrese Strakonice v Jihočeském kraji. Nachází se asi dva kilometry jihozápadně od Uzeniček. Je zde evidováno 26 adres. V roce 2011 zde trvale žilo 23 obyvatel.
Černívsko leží v katastrálním území Uzeničky o výměře 6,62 km².

## Historie
První písemná zmínka o vesnici pochází z roku 1352.

## Obyvatelstvo
| Rok            | 1869 | 1880 | 1890 | 1900 | 1910 | 1921 | 1930 | 1950 | 1961 | 1970 | 1980 | 1991 | 2001 | 2011 | 2021 |
| -------------- | ---- | ---- | ---- | ---- | ---- | ---- | ---- | ---- | ---- | ---- | ---- | ---- | ---- | ---- | ---- |
| Počet obyvatel | 81   | 88   | 76   | 73   | 83   | 68   | 63   | 64   | 62   | 48   | 53   | 34   | 30   | 23   | 25   |
| Počet domů     | 10   | 10   | 11   | 12   | 14   | 16   | 19   | 20   | 20   | 17   | 18   | 25   | 26   | 25   | 24   |

## Obecní správa
Při sčítání lidu v letech 1850–1963 Černívsko bylo osadou obce Uzeničky v okrese Blatná. V letech 1964–1990 bylo částí obce Uzenice v okrese Strakonice. Od 24. listopadu 1990 je opět částí obce Uzeničky v okrese Strakonice.

## Pamětihodnosti
- Kostel Nejsvětější Trojice – původně gotický kostel ze 14. století byl roku 1722 upraven barokně. Je to farní kostel římskokatolické farnosti Černívsko.
- Křikava

## Galerie

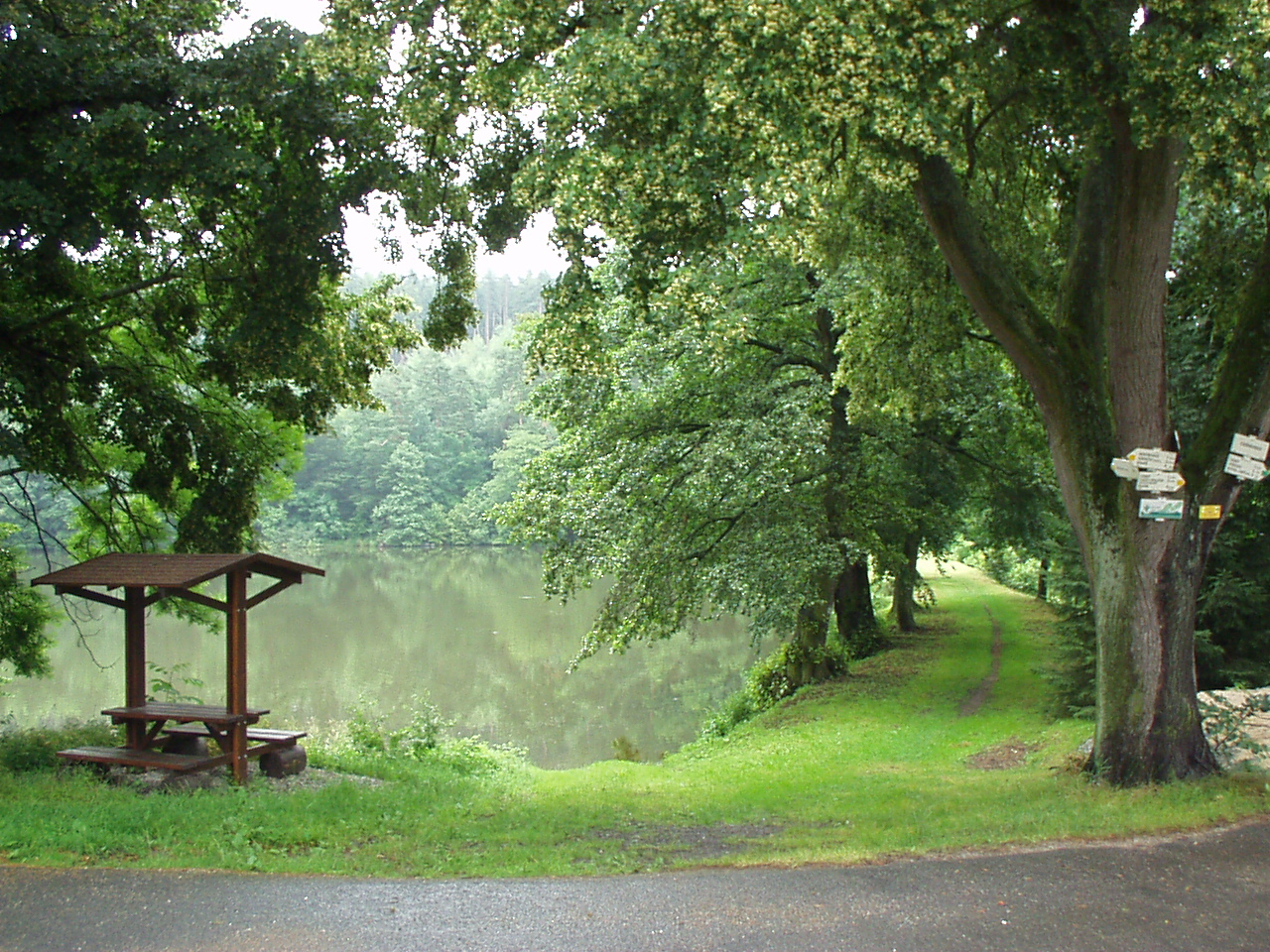
Černívský rybník
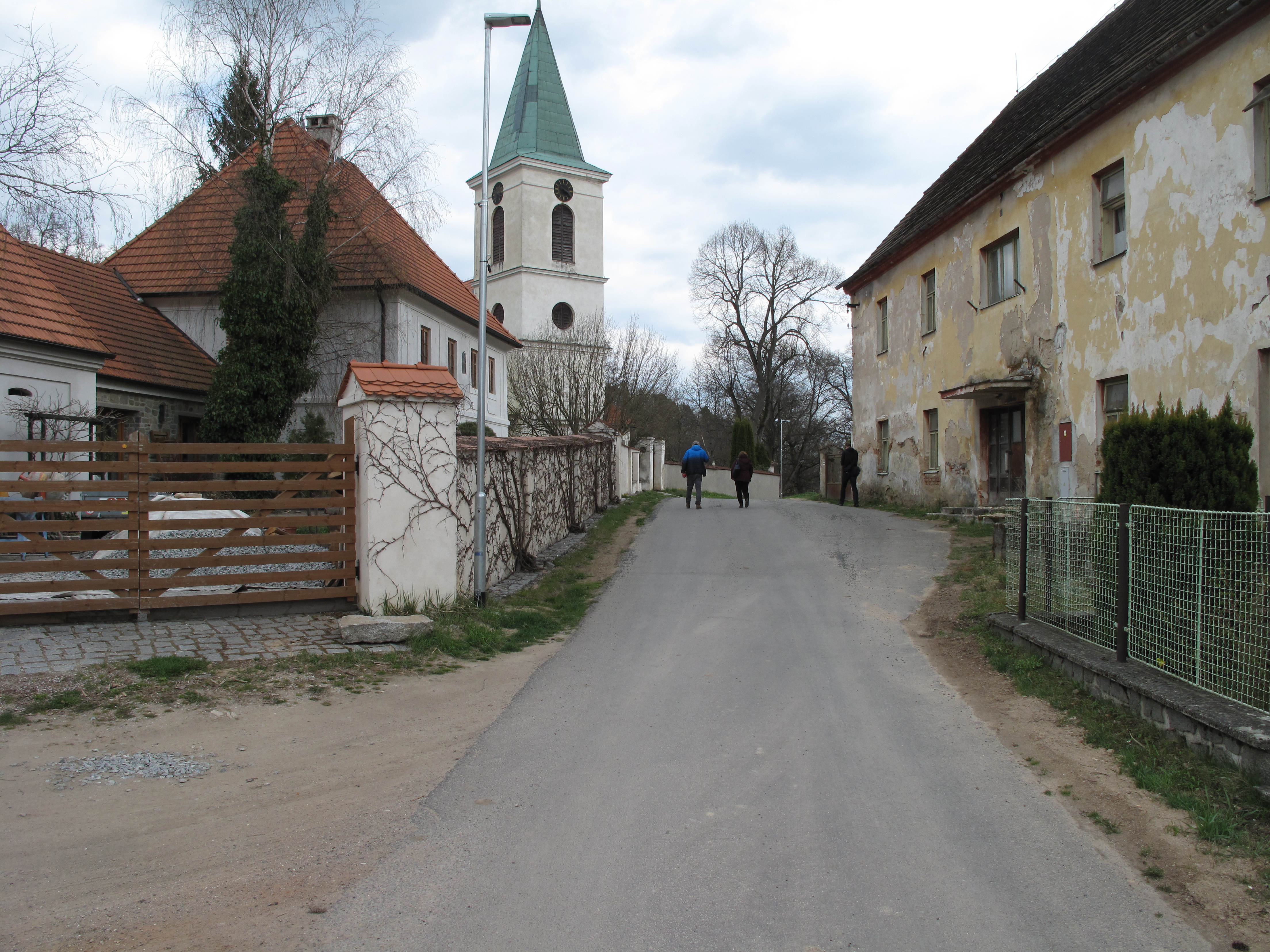
Cesta ke kostelu
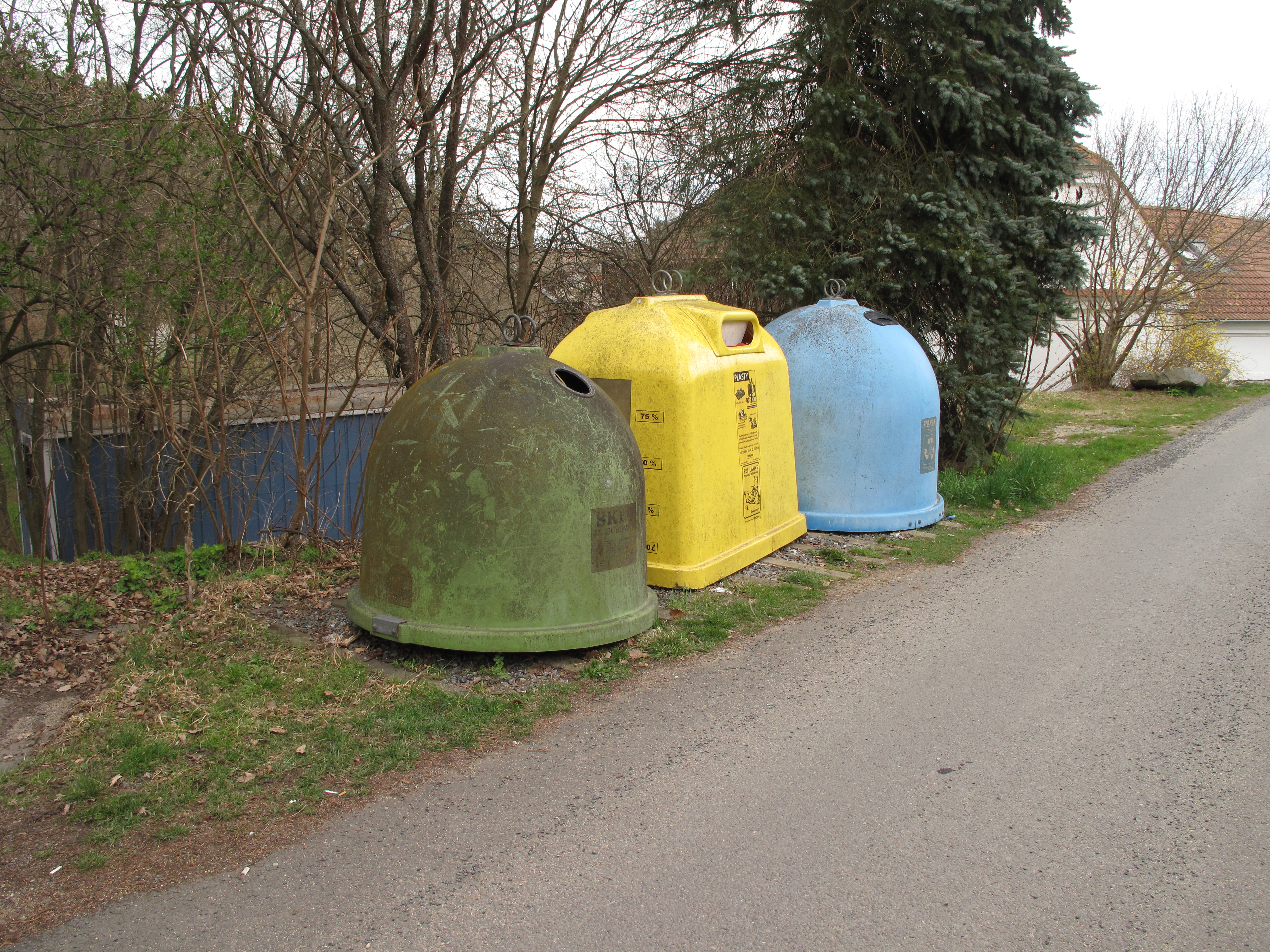
Kontejnery tříděného odpadu
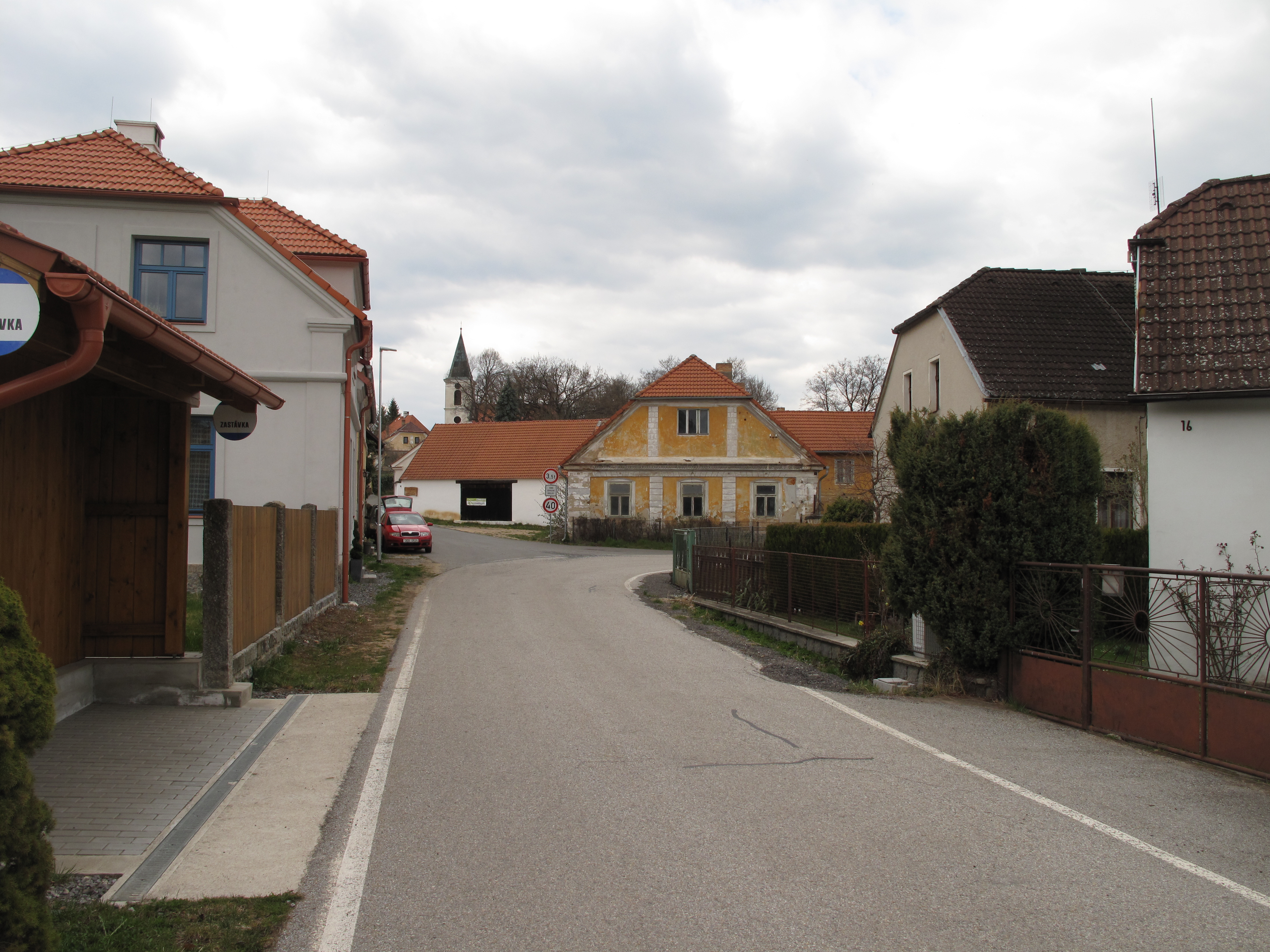
Silnice skrz ves